# الشركة السعودية للاستثمار الزراعي والإنتاج الحيواني
الشركة السعودية للاستثمار الزراعي والإنتاج الحيواني (سالك)، شركة مساهمة سعودية مملوكة لصندوق الاستثمارات العامة، تأسست في أبريل 2009، وبدأت أعمالها في 2012. يتركز نشاط الشركة في مجال الاستثمار الزراعي والإنتاج الحيواني في الدول التي تتمتع بمزايا نسبية، للمساهمة في توفير السلع الغذائية التي يتم الاستثمار في إنتاجها وتوريدها من الدول المستهدفة بالاستثمار.
تمتلك «سالك» عدة شركات ومشاريع زراعية في أوروبا وأمريكا الشمالية والجنوبية وغيرها، ولديها خطط توسعية لتلبية احتياجات السوق المحلية وفق رؤية السعودية 2030.

## مجالات الاستثمار

### المدخلات والزراعة
بناء قدرات متميّزة ومتنوعة في مجال المدخلات الزراعية لمنتجات الشركة الأساسية. وتتركّز استثمارات الشركة في المنتجات الزراعية من بذور وأسمدة ومواد كيميائية زراعية ومبيدات ومعدات زراعية وأبحاث التربة والري وأنظمة إدارة المزارع.

### الخدمات اللوجستية
تتضمن محطات الموانئ والمستودعات ومنشآت التخزين الباردة والنقل البري والنقل البحري لمنتجات الشركة، وأيضا الدخول في استثمارات البنية التحتية.

### التجارة
شراء وبيع أحد أو جميع منتجات الشركة الأساسية في الأسواق المحلية والإقليمية والدولية.

### التصنيع
يشمل أعمال التنظيف والفرز والمعالجة والتجفيف والطحن والخلط والتعبئة والتغليف (اللحوم).

### التوزيع
بناء شبكة محلية وإقليمية وعالمية قوية لتمكين الشركة من توزيع الحبوب وغيرها من المنتجات الجافة ومن اللحوم المجمدة.

## المنتجات
تنتج الشركة: القمح، والشعير، والذرة، وفول الصويا، والأرز، والسكر، والزيوت النباتية، والأعلاف، واللحوم الحمراء، والدواجن، والأسماك، ومشتقات الحليب.

## روابط خارجية
- الشركة السعودية للاستثمار الزراعي والإنتاج الحيواني- الموقع الرسمي.